# Eunola
Eunola est une census-designated place (CDP) située dans le comté de Geneva, en Alabama.

## Démographie
| 1900 | 1940 | 1950 | 1960 | 1970 | 1980 | 1990 | 2000 |
| ---- | ---- | ---- | ---- | ---- | ---- | ---- | ---- |
| 132  | 113  | 112  | 124  | 141  | 169  | 199  | 182  |

| 2010 | - | - | - | - | - | - | - |
| ---- | - | - | - | - | - | - | - |
| 243  | - | - | - | - | - | - | - |